# Крістоф Заузер
Крістоф Заузер (13 квітня 1976) — швейцарський велогонщик.
Бронзовий призер Олімпійських Ігор 2000 року з маунтінбайку, учасник 2004, 2008 років.
Чемпіон світу з маунтінбайку 2008 року в крос-кантрі, срібний призер 2005 (крос-кантрі), 2006 (крос-кантрі) років, бронзовий призер 2001 року в крос-кантрі.
Чемпіон світу з маунтінбайк-марафону 2007, 2011 років.
Срібний призер Чемпіонату світу з маунтінбайк-марафону 2008, 2015 років.
Бронзовий призер Чемпіонату світу з маунтінбайк-марафону 2009, 2014 років.